# Guddadachannapur, Shiggaon
Guddadachannapur là một làng thuộc tehsil Shiggaon, huyện Haveri, bang Karnataka, Ấn Độ.